# Danax
Danax († wohl 1. Jahrhundert in Vlora) war ein legendärer christlicher Märtyrer und Heiliger.
Danax, ein Christ im illyrischen Valona, dem heutigen Vlora, soll sich der Legende zufolge geweigert haben, dem Bacchus zu opfern und christliche Kultgefäße auszuliefern. Er sei daraufhin enthauptet worden.
Danax wird als Heiliger verehrt, sein Gedenktag ist der 16. Januar.